# Synageles khorasanicus
Espèce
Synageles khorasanicus est une espèce d'araignées aranéomorphes de la famille des Salticidae.

## Distribution
Cette espèce est endémique de la province du Khorassan septentrional en Iran,. Elle se rencontre vers Qoutchan.

## Description
La carapace de la femelle holotype mesure 1,40 mm de long sur 0,83 mm et l'abdomen 1,98 mm de long sur 1,13 mm.

## Systématique et taxinomie
Cette espèce a été décrite par Logunov en 2023.

## Étymologie
Son nom d'espèce lui a été donné en référence au lieu de sa découverte, le Khorassan.

## Publication originale
- Logunov, 2023 : « On the jumping spiders (Araneae: Salticidae) from Iran collected by Antoine Senglet (1927–2015). » Arachnology, vol. 19, no 4, p. 732-768.